# Bert Hinkler
Herbert John Louis Hinkler AFC, DSM (8 de dezembro de 1892 - 7 de janeiro de 1933), mais conhecido como Bert Hinkler, foi um aviador pioneiro e inventor australiano (apelidado de "Australian Lone Eagle"). Ele projetou e construiu aeronaves antes de ser a primeira pessoa a voar solo da Inglaterra para a Austrália, e a primeira pessoa a voar solo através do Oceano Atlântico Sul. Ele casou-se em 1932 com a idade de 39 anos e morreu menos de um ano depois, após da sua aeronave cair perto de Florença, na Itália, durante uma tentativa de recorde de voo solo.